# Como caído del cielo
Como caído del cielo (título original: Ghost of a Chance) es un telefilme estadounidense de comedia y fantasía de 1987, dirigido por Don Taylor, escrito por Hank Bradford, musicalizado por Charles Bernstein, en la fotografía estuvo David Herrington y los protagonistas son Dick Van Dyke, Redd Foxx y Brynn Thayer, entre otros. Este largometraje fue producido por Stuart-Phoenix Productions, Thunder Road Productions y Lorimar Telepictures; se estrenó el 12 de mayo de 1987.

## Sinopsis
Un policía mata por accidente a un pianista. Este regresa a la tierra como espíritu, va a ayudar a su sobrino en una audición como pianista, a él solo puede verlo su homicida.